# Stazione di Atena
La stazione di Atena è una stazione ferroviaria della linea Sicignano degli Alburni - Lagonegro a servizio della città di Atena Lucana, anche se si trova presso una frazione di questo paese denominata Atena Scalo, nata proprio grazie al passaggio della ferrovia. La stazione è sospesa al traffico insieme alla linea dal 1987.

## Storia
La stazione di Atena Lucana, venne inaugurata il 25 maggio 1887 insieme al primo tratto, che arrivava a Sassano - Teggiano, della linea per Lagonegro.
Nel 1931 nei pressi della stazione FS, venne aperta un'altra stazione, terminale, chiamata Atena Lucana Scalo, posta al capolinea della ferrovia a scartamento ridotto Atena Lucana - Marsico Nuovo, gestita dalle Ferrovie Calabro Lucane: vennero fatti importanti lavori di ammodernamento e la posa di un binario di collegamento tra le due linee. Ma dopo soli 35 anni, nel 1966, la ferrovia per Marsico Nuovo chiuse e finì la funzione di interscambio per la stazione.
Nel 1980 a seguito del terremoto dell'Irpinia, il fabbricato viaggiatori diventò inagibile e si dovette provvedere alla costruzione di uno nuovo. Nel 1987 il traffico sull'intera linea venne sospeso.

## Strutture e impianti
La stazione conta due binari passanti, serviti da banchine, più un terzo tronco per il ricovero di carri non utilizzati. Inoltre vi è uno scalo merci, dove in passato avveniva l'incontro tra la linea per Lagonegro e quella per Marsico Nuovo: venne infatti costruito un binario che dalla stazione FS si accostava a quello FCL, a scartamento ridotto, per permettere lo scambio delle merci.
Il fabbricato viaggiatori è stato ricostruito dopo il terremoto del 1980, in dimensioni molto più piccole rispetto al precedente.
Attualmente tutto il materiale ferroviario versa in uno stato di completo abbandono, ma rimane tutto ancora visibile.

## Movimento
Essendo chiusa sia la linea che la stazione non vi è traffico passeggeri né merci. Durante l'apertura il traffico era buono, nonostante la città fosse posta ad una certa distanza dalla stazione, vista l'integrazione con autobus.

## Interscambi
La stazione dispone di:
- Capolinea autolinee